# Asociación Internacional de Surf
La Asociación Internacional de Surf (oficialmente y en inglés International Surfing Association, ISA) es la máxima autoridad del surf a nivel mundial. Tiene como presidente al surfista argentino Fernando Aguerre.

## Antecedente (ISF)
Erigida como International Surfing Federation, la ISF fue la primera organización internacional regidora del surf. Se creó en 1964 por el peruano Eduardo Arena con motivo de la celebración de los primeros campeonatos del mundo, que tuvieron lugar en Sídney, Australia.
Esta entidad se propuso reunir a todas las naciones del surf profesional, para tratar de impulsar y profesionalizar el surf en el planeta. Desde 1964 la ISF organizó campeonatos mundiales anuales, hasta que en el año 1976 fue renombrada a la actual International Surfing Association.

## Entidad actual (ISA)
Se constituyó en los campeonatos del mundo de Hawái, en 1976, como relevo de su "hermana menor", la ISF. Se encarga de velar por el cumplimiento del reglamento del surf y del bodyboard en los países asociados a esta organización.
Con base en La Jolla, California, la ISA es miembro del COI (Comité Olímpico Internacional), quien en 1995 le otorgó un período de dos años como prueba para ser la máxima responsable del surf internacional. En 1997, el COI aprobó dicho período y ratificó a la ISA como el principal organismo dirigente de este deporte.

## Organizaciones afiliadas
- WSL, World Surf League                         (Circuito Mundial de Surf ).
- PASA, Pan American Surf Association (Asociación Panamericana de Surf, APAS).
- CSI, Christian Surfers International (Surfistas Cristianos Internacionales).